# Lapis Niger
Lapis Niger ('Črn kamen') je starodavno svetišče v Rimskem forumu. Skupaj s pripadajočim Volcanalom (svetišče Vulkana) predstavlja edine preživele ostanke starega comitiuma, zgodnjega zbirališča, ki je bil pred Forumom in naj bi izhajal iz arhaičnega kultnega mesta 7. ali 8. stoletja pred našim štetjem.
Črni marmorni tlak (1. stoletje pr. n. št.) in sodobna betonska ograja (zgodnje 20. stoletje) Lapisa Nigra nad staro grobnico ali oltarjem in kamnit blok z enim od prvih znanih latinskih napisov (cca. 570–550 pr. n. št. Nadgradnja spomenika in svetišče je morda zgradil Julij Cezar med njegovo reorganizacijo prostora Foruma in Comitiuma. Druga možnost je, da se je to zgodilo že eno generacijo prej, ki jo je Sula izvedel v enem od svojih gradbenih projektov okoli Curia Hostilia. Lokacijo so odkrili in izkopali od leta 1899 do 1905 pod vodstvom italijanskega arheologa Giacoma Bonija.
V številnih starih opisih Foruma iz Rimske republike in zgodnjih časov rimskega cesarstva je pomen svetišča Lapis Niger postal nejasen in skrivnosten celo poznejšim Rimljanom, vendar se je o njem vedno govorilo kot o mestu velike svetosti in pomena. Zgrajen je na vrhu svetega mesta, ki ga sestavljajo veliko starejši artefakti, ki so bili približno 1,5 m pod sedanjo ravnjo tal. Ime 'črni kamen' se je prvotno lahko nanašalo na črni kamniti blok (eden prvih znanih latinskih napisov) ali pa se nanaša na poznejšo tlakovanje s črnim marmorjem na površini. Ta zgradba se je v Comitiumu pred kurijo Julia stoletja ohranila zaradi kombinacije pobožnega ravnanja in nadgradnje v času zgodnjega rimskega imperija.

## Zgodovina
Za lokacijo verjamejo, da sega v rimsko monarhijo. Napis se nanaša na kralja (rex) ali rex sacrorum, visokega verskega uradnika republike. Na neki točki so Rimljani pozabili na prvotni pomen svetišča. To je pripeljalo do več nasprotujočih si zgodb o njegovem izvoru. Rimljani so verjeli, da je Lapis Niger označil grob prvega rimskega kralja, Romula ali mesto, kjer ga je umoril senat ; grob Hosta Hostilija, dedka kralja Tula Hostilija; ali lokacijo, kjer je Faustul, posvojitelj Romula, padel v bitki.
Najzgodnejši zapisi, ki se nanašajo na to točko, ga obravnavajo kot suggestum, kjer bi zgodnji rimski kralji govorili množicam na forumu in senatu. Oba oltarja sta pogosta v svetiščih v zgodnjem rimskem ali poznem etruščanskem obdobju.
Lapis Niger je negotovo in dvoumno omenilo več pisateljev zgodnjega imperialnega obdobja: (Dionizij iz Halikarnasa, Plutarh in Fest). Zdi se, da ne vedo, katerim starim zgodbam o svetišču je treba verjeti.
Novembra 2008 je močan dež poškodoval betonsko oblogo, ki je ščitila Volcanale in njegove spomenike od 1950-ih. To vključuje vpisano kamnito ploščo, poimenovano 'Črni kamen' ali Lapis Niger (marmorna in cementna obloga je mešanica prvotnega črnega marmorja, ki je bil uporabljen za pokritje mesta in sodoben cement, ki se uporablja za ustvarjanje pokrijta in zadrževanje marmorja na mestu). Nadstrešek zdaj ščiti starodavne relikvije, dokler se pokrov ne popravi, kar javnosti omogoča, da prvič v 50 letih vidi originalni suggestum . Na žalost zaradi narave oblog in stalnih popravil ni mogoče videti Lapisa Nigra, ki je nekaj metrov pod zemljo.

## Opis

### Opis kamna
Stela je narejena iz temnega tufa iz območja Veji; ima osnovno površino 47 cm × 52 cm in višino med 45 cm in 61 cm. Prvotno je bil pravokoten steber, katerega zgornji del je bil odrezan - predvidoma, ko so bile položene zgoraj najdene kamnite plošče. Pisanje teče bustrofedon (dobesedno: 'kako gre vol pri oranju'), kar pomeni, da se smer pisanja izmenično vrti. Posebnost Cipusa pod Lapis niger je, da se smer pisanja ne spreminja med levo in desno, ampak se besedilo piše navpično od spodaj navzgor ali od zgoraj navzdol. Izjema sta enajsta in dvanajsta vrstica napisa, ki obe potekata v isti smeri. Ta precej nepraktična zasnova za branje besedila je lahko imela versko-kulturne razloge.
Opisane so vse štiri strani kamna, imenujemo jih strani A do D. Ko je pisatelj - najbrž med klesanjem - ugotovil, da ni dovolj prostora za besedilo, ki ga je bilo mogoče prilagoditi, je nagnil vogal med stranjo D in stranjo A ter na ta rob postavil zadnjo vrstico z manjšimi črkami. Višina črk zato močno niha in znaša med 12,4 in 3,5 cm. Kolikšen del napisa se je izgubil z odbitkom zgornjega dela, ni mogoče določiti.

### Datacija
O datumu napisa je nastala obsežna raziskovalna razprava, v kateri so podani različni zgodovinski, jezikovni, paleografski in arheološki argumenti. Zgodnji pristop datira kamen v rimsko kraljevsko obdobje, ki je trajalo do konca 6. stoletja pred našim štetjem. Če je ta domneva pravilna, besedilo na njem predstavlja enega najstarejših ohranjenih napisov v latinščini, drugi znanstveniki pa nasprotujejo tej tezi in predstavljajo datume v bistveno poznejših obdobjih, vse do obdobja po vdorih Galcev v začetku 4. stoletja pred našim štetjem. Občasni domnevno zelo natančni datumi nastanka kamna - npr. omejevanje na nekaj desetletij - izhajajo iz mamljive kombinacije več negotovih znakov, ki se zdi, da se med seboj potrjujejo in so zato čista ugibanja.
Na eni strani se različne spremne najdbe, ki so se pokazale med izkopavanji, uporabljajo na arheoloških referenčnih točkah za datiranje napisnega kamna. Iz njih lahko še posebej datirajo različne fragmente korintske keramike, ki izvira iz 6. stoletja pred našim štetjem. Vendar imajo tako kot druge najdbe z območja Lapis Niger težave, da ni mogoče z gotovostjo trditi ali so prišle v zemljo v času uporabe kultnega sistema, na primer kot votivno darilo ali šele kasneje kot material in so bile uporabljene za polnjenje ali pa so jih na kraj odkritja poplave prinesle. Po drugi strani pa se arheološka stran v prvi vrsti prepira s stratigrafskim kontekstom kamna. To vključuje njegovo nadmorsko višino in orientacijo ter relativni položaj v primerjavi s sosednjimi, nad in pod najdbami. Vendar pa ti namigi trpijo zaradi dejstva, da sosednjih zgradb ni mogoče zanesljivo datirati. Četudi je jasno, da je eden od njih nastal pozneje ali prej kot Cippus, to v najboljšem primeru ponuja le razmeroma kronološki namig.

### Relikviarij (grobnica)
Lapis Niger je preživel več inkarnacij. Prvotne različice so bile uničene v požaru ali uničenjem mesta in zakopane pod ploščami črnega marmorja. Menijo, da je to storil Sula. Vendar pa so tudi trdili, da je Julij Cezar morda pokopal to mesto med njegovo ponovno ureditvijo Comitiuma.
Prvotna različica najdišča, ki je bila prvič izkopana leta 1899, je vključevala prisekan stožec tufa (morda spomenik) in spodnji del kvadratnega stebra (cippus), ki je bil vpisan z napisom v stari latinščini - verjetno najstarejši. Nekoliko kasneje je bil dodan še oltar v obliki črke U (ali verjetno grobnica), od katerega je še vedno obstajala baza. Pred oltarjem sta dve bazi, ki sta lahko tudi dodani ločeno od glavnega oltarja. Starinoslovec Verij Flak (delo, ki je ohranjeno samo v zametkih Pompeja Festa), sodobnik Avgusta, je opisal kip počivajočega leva, ki je bil postavljen na vsako bazo, »tako kot so danes vidni, da varujejo grobove«. imenovan Volcanale. V drugo obdobje je bil dodan tudi častni steber, po možnosti s kipom.
Arheološka izkopavanja (1899–1905) so razkrila različne predmete iz fragmentov vaz, kipov in kosov žrtev živali na mestu v sloju namerno nameščenega gramoza. Vsi ti artefakti izvirajo iz zelo starega Rima, med 5. in 7. stoletjem pred našim štetjem.
Druga različica, ki je bila postavljena, ko je bila prva različica porušena v 1. stoletju pred našim štetjem, da bi omogočila nadaljnji razvoj v forumu, je veliko enostavnejše svetišče. Ploščad črnega marmorja je bila položena na prvotno mesto in je bila obdana z nizko belo steno ali ograjo. Novo svetišče je ležalo tik ob Rostri, senatorski govorniški ploščadi.

### Napis
Napis na kamnitem bloku ima različne zanimivosti. Napis je bližje grškim črkam kot katerakoli znana latinska pisava, ker je kronološko bližje prvotnemu izposojanju grške abecede italijanskih ljudi iz italijanskih grških kolonij, kot je Cumae. Tudi napis je napisan kot bustrofedon, kar pomeni, da je napisan izmenično od desne proti levi in od leve proti desni. V tem slogu so napisani številni najstarejši latinski napisi. Pomen napisa je težko razbrati, ker sta na začetku in koncu manjkajoča dela, ohranjena je le tretjina do polovice vsake vrstice. Vendar se zdi, da je bilo svetišče posvečeno rexu ali kralju.
Pomen ohranjenega dela so poskušali razložiti Johannes Stroux, Georges Dumézil in Robert A. Palmer.